# Agnieszka Hendel
Agnieszka Hendel (* 5. Dezember 1981 in Bytów,  Woiwodschaft Pommern, Polen) ist ein polnisches Fotomodel.
Hendel verbrachte sie ein halbes Jahr als Au Pair in Großbritannien und kehrte dann nach Berlin zurück.
Agnieszka war Playmate April 2006 und hat sich in der Abstimmung der 10.000 Leser knapp gegen die Zweitplatzierte Regina Deutinger (Playmate Oktober 2006) aus München als Playmate des Jahres 2006 durchgesetzt. Hendel jobbte neben dem Linguistik-Studium an der Humboldt-Universität zu Berlin als Playboy-Häschen auf Partys. Von 2006 bis 2008 war sie auch jeden Montag um 21 Uhr in „Die Niels Ruf Show“ als Assistentin von Niels Ruf beim digitalen Abosender „Sat.1 Comedy“ zu sehen.  2008 trat sie in der Rubrik Die Perfekte Promiparty der ProSieben-Sendung Taff auf. 2009 lebte sie in Innsbruck.